# Bobadela (Chaves)
Bobadela is een plaats (freguesia) in de Portugese gemeente Chaves en telt 124 inwoners (2001).